# 绿阔嘴鸟属
绿阔嘴鸟属（学名：Calyptomena），是阔嘴鸟科的一属。属下共有3种鸟类。
属下物种有：
- 绿阔嘴鸟
- 丽绿阔嘴鸟
- 黑喉绿阔嘴鸟